# 東亞廣播
東亞廣播（東亞放送；동아방송；Dong-A Broadcasting System），簡稱DBS，是大韓民國的一個已不存在的調幅廣播電台，由韓國的全國性大報《東亞日報》出資設立，是首爾特別市內繼文化廣播（MBC）之後的第二家民營廣播電台。1963年4月25日開播。由于韓國總統全斗煥的「言論統廢合」政策，1980年11月30日，東亞廣播被迫關閉，其頻率被韓國放送公社（KBS）接管，成为“KBS汉城广播”（KBS라디오서울）；之后，其頻率為1990年11月設立的SBS Love FM継承。

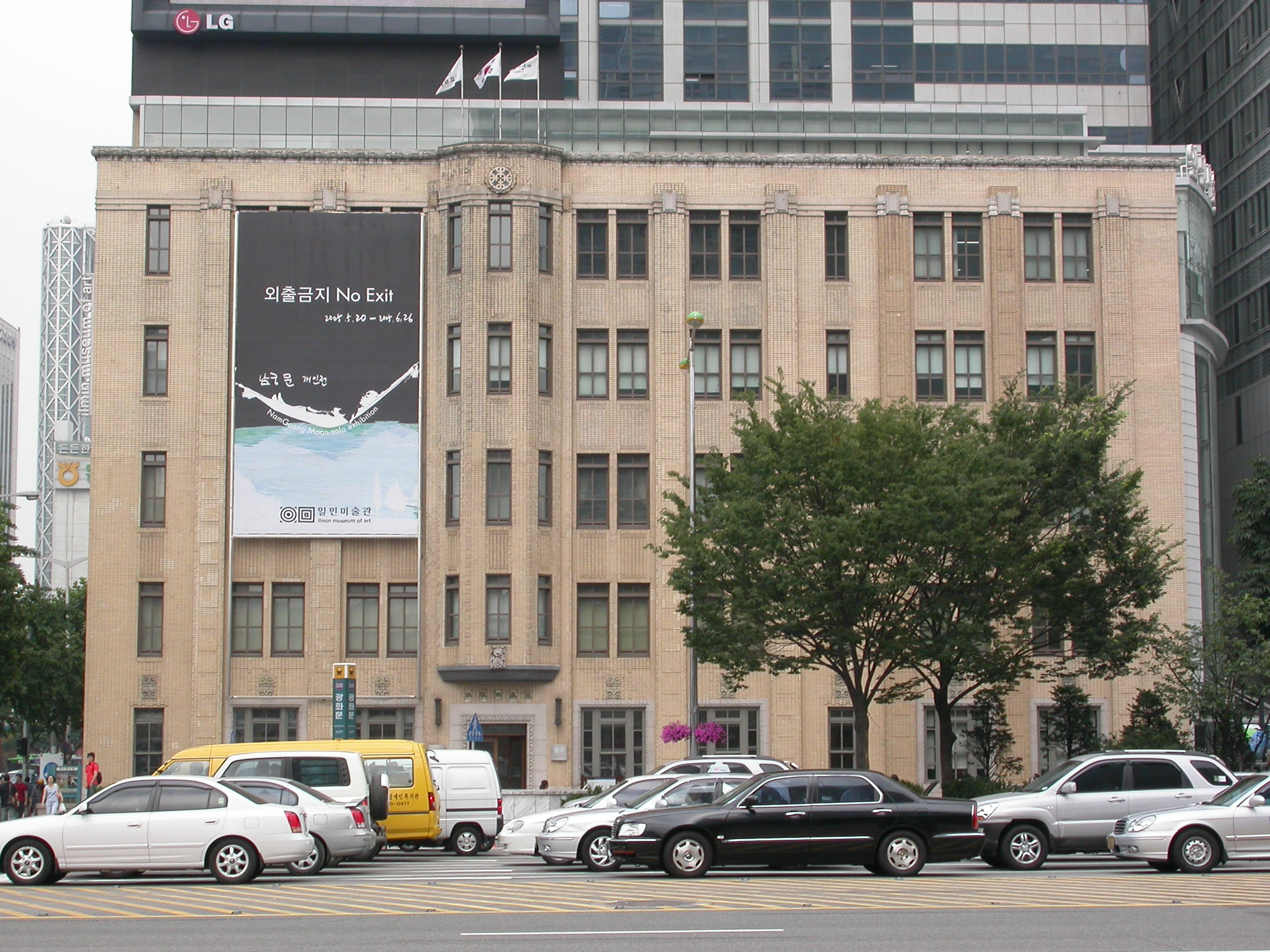
東亞廣播總部所在的原東亞日報社大樓（今一民美術館）

2011年12月1日，Channel A以「東亞廣播繼承者」的名義，獨立開播電視頻道。

## 關聯條目
- 東洋廣播

## 外部連結
- 東亞廣播 1963-1980 （页面存档备份，存于）